# Beaumont-sur-Sarthe
Beaumont-sur-Sarthe ist eine Gemeinde mit 1.974 Einwohnern (Stand: 1. Januar 2022) in Frankreich. Sie liegt im Département Sarthe und in der Region Pays de la Loire. Beaumont-sur-Sarthe gehört zum Arrondissement Mamers und zum  Kanton Sillé-le-Guillaume. Die Einwohner werden Belmontais genannt.

## Geografie
Beaumont-sur-Sarthe liegt etwa 24 Kilometer nordnordwestlich von Le Mans an der Sarthe. Umgeben wird Beaumont-sur-Sarthe von den Nachbargemeinden Juillé im Norden, Vivoin im Osten, Maresché im Süden und Südosten, Assé-le-Riboul im Süden und Westen sowie Saint-Christophe-du-Jambet im Westen und Nordwesten.
Durch die Gemeinde führt die frühere Route nationale 138 (heutige D338).
Bis 1793 hieß der Ort „Beaumont-le-Vicomte“.

## Einwohnerentwicklung
| 1962                       | 1968 | 1975 | 1982 | 1990 | 1999 | 2006 | 2012 | 2018 |
| -------------------------- | ---- | ---- | ---- | ---- | ---- | ---- | ---- | ---- |
| 1870                       | 1902 | 2134 | 1938 | 1874 | 1973 | 2161 | 2066 | 1964 |
| Quellen: Cassini und INSEE |      |      |      |      |      |      |      |      |

## Gemeindepartnerschaften
Mit der britischen Gemeinde Burgh-le-Marsh in Lincolnshire (England) besteht eine Gemeindepartnerschaft.

## Sehenswürdigkeiten
- Romanische Brücke
- Kirche Notre-Dame
- Kapelle Saint-Julien, Monument historique

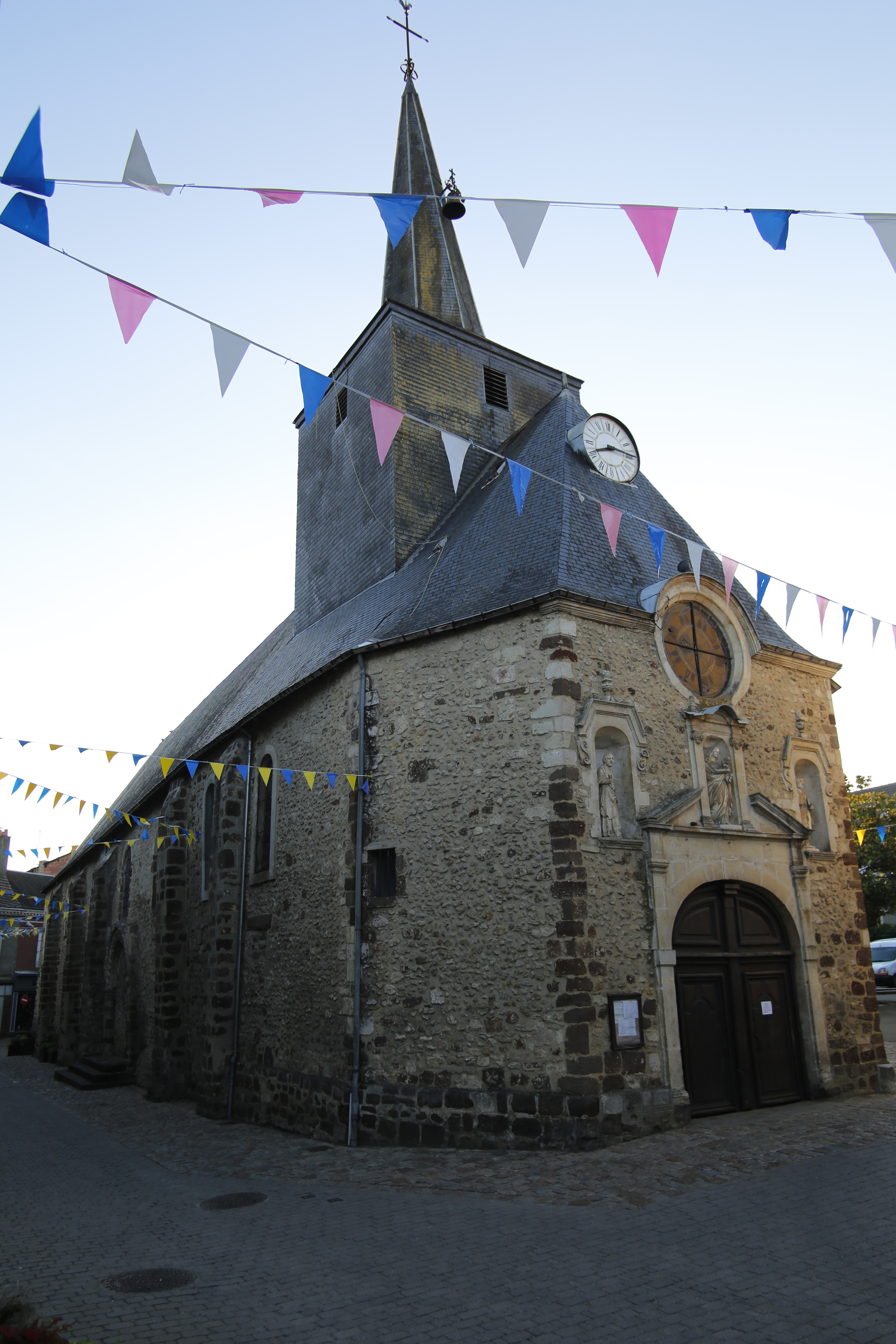
Kirche Notre-Dame

- Burgruine Beaumont-sur-Sarthe
- Markthallen

## Persönlichkeiten
- Georges Rouault (1871–1958), Maler, lebte in Beaumont-sur-Sarthe
- Marcel Jousse (1886–1961), Jesuit und Anthropologe
- Bernard Robin (* 1949), Autorennfahrer